# Tableau électrique

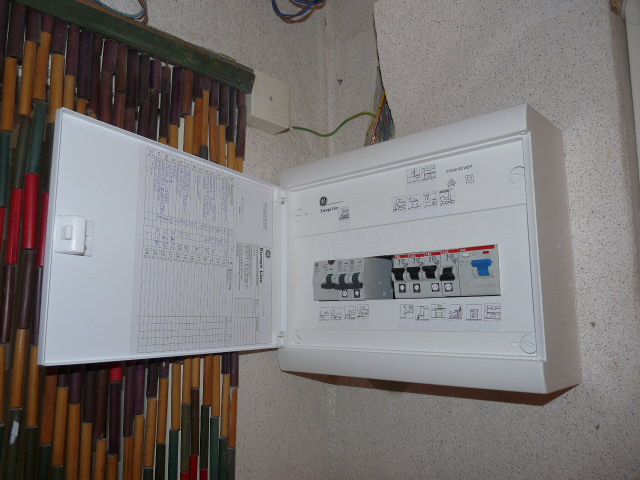
Tableau électrique.

Un tableau électrique est un tableau de répartition comportant différents types d'appareillage associés à un ou plusieurs circuits électriques de départ alimentés par un ou plusieurs circuits électriques d'arrivée, ainsi que des bornes pour les conducteurs neutre et de protection.
Ce regroupement, suivant l'importance de l'installation, peut être un simple coffret (appartement, villa), une armoire ou tout un local avec divers armoires et coffrets que l'on appelle généralement tableau général basse tension (TGBT). On parle aussi de tableau de protection et tableau de répartition.
Dans les très grandes installations, des tableaux divisionnaires regroupent les commandes des circuits environnants au plus près des utilisateurs.
Le compteur électrique est indépendant du tableau électrique. 